# Niestępowo Włościańskie
Niestępowo Włościańskie – wieś w Polsce położona w województwie mazowieckim, w powiecie pułtuskim, w gminie Pokrzywnica. Przez miejscowość przepływa rzeka Niestępówka, dopływ Narwi.
W skład sołectwa Niestępowo wchodzą wsie Niestępowo Włościańskie i Nowe Niestępowo.
W latach 1975–1998 miejscowość administracyjnie należała do województwa ciechanowskiego.

## Demografia
Dane za rok 2009:
| Opis      | Ogółem | Ogółem | Kobiety | Kobiety | Mężczyźni | Mężczyźni |
| --------- | ------ | ------ | ------- | ------- | --------- | --------- |
| jednostka | osób   | %      | osób    | %       | osób      | %         |
| populacja | 136    | 100    | 63      | 46,3    | 73        | 53,7      |